# Udzungwa-Lamellenzahnratte
Die Udzungwa-Lamellenzahnratte (Otomys uzungwensis) ist ein wenig erforschtes Nagetier aus der Gattung der Lamellenzahnratten (Otomys). Sie kommt in Tansania, Malawi und in Sambia vor.

## Merkmale
Die Udzungwa-Lamellenzahnratte erreicht eine Kopf-Rumpf-Länge von 15,5 bis 19 cm, eine Schwanzlänge von 8 bis 9 cm, eine Hinterfußlänge von 2,5 bis 2,6 cm und eine Ohrlänge von 2,0 bis 2,5 cm. Sie ist eine große, robuste Art mit einem großen, stumpfen Kopf, einem kurzen Schwanz und einem struppigen Fell, das an der Oberseite hell rötlich gelbbraun gesprenkelt und an der Unterseite grau gefärbt ist. Der zweifarbige, kurze Schwanz macht ungefähr 51 Prozent der Kopf-Rumpf-Länge aus. Die oberen Schneidezähne haben eine einzelne Furche, die unteren zwei tiefe Furchen. Der erste Molar hat drei Lamellen und der dritte sieben Lamellen.

## Verbreitung
Die Udzungwa-Lamellenzahnratte kommt in den Udzungwa-Bergen und in den Poroto-Bergen im Süden von Tansania, auf dem Nyika-Plateau in Malawi und im benachbarten Sambia vor.

## Lebensraum und Lebensweise
Die Udzungwa-Lamellenzahnratte bewohnt montanes Grasland in Höhenlagen zwischen 1.800 und 2.750 m. Sie ist vermutlich tag- oder dämmerungsaktiv und ernährt sich wahrscheinlich rein vegetarisch. Weiteres ist über die Lebensweise nicht bekannt.

## Status
Die Udzungwa-Lamellenzahnratte ist gegenwärtig nicht in der IUCN Red List erfasst. Im Jahr 2006 war sie dort in der Kategorie „stark gefährdet“ (endangered) gelistet.

## Systematik
Die Udzungwa-Lamellenzahnratte wurde 1953 von Barbara Lawrence und Arthur Loveridge als eigenständige Art beschrieben. 1974 wurde sie von Xavier Misonne als Synonym und 1978 von William Frank Harding Ansell als Unterart der Äthiopien-Lamellenzahnratte (Otomys typus) gelistet. Michael D. Carleton und Ellen Schaefer Byrne klärten im Jahr 2006 die Validität dieses Taxons und erhoben es erneut in den Artstatus.